# Baracé

Baracé este o comună în departamentul Maine-et-Loire, Franța. În 2009 avea o populație de 452 de locuitori.